# Archiwum Oświecenia
Archiwum Oświecenia w Warszawie – archiwum państwowe w Warszawie utworzone w 1915 roku do opieki nad pozostawionym archiwum rosyjskiego Okręgu Naukowego Warszawskiego. Po I wojnie światowej archiwum weszło do polskiej sieci archiwalnej pod nazwą Archiwum Ministerstwa Wyznań Religijnych i Oświecenia Publicznego, od 1936 r. Archiwum Oświecenia Publicznego. Było najmniejszym z pięciu centralnych archiwów warszawskich w II Rzeczypospolitej.
Zasób archiwum stanowiły akta administracji szkolnej oraz szkół – w tym Uniwersytetu Warszawskiego oraz Towarzystwa do Ksiąg Elementarnych.
Do 1926 r. archiwum kierował historyk-amator Józef Bieliński, następnie do czerwca 1939 r. Wincenty Łopaciński, a po nim krótko jego dotychczasowy zastępca Tadeusz Manteuffel (zatrudniony od 1921). Do pracowników należeli Adam Moraczewski i Ludwik Widerszal.
Zasób archiwum prawie całkowicie spłonął w rezultacie ostrzału Warszawy podczas obrony miasta we wrześniu 1939, do czego przyczyniło się pozostawienie go bez opieki przez dyrekcję. Manteuffel sporządził relację o archiwum, która spłonęła w powstaniu warszawskim w 1944, a później kolejną, opublikowaną w 1956. Ocalałe resztki włączono w 1949 do zasobu Archiwum Głównego Akt Dawnych.